# Chomelia dimorpha
Chomelia dimorpha är en måreväxtart som beskrevs av Henry Hurd Rusby. Chomelia dimorpha ingår i släktet Chomelia och familjen måreväxter.
Artens utbredningsområde är Bolivia. Inga underarter finns listade i Catalogue of Life.